# Leonard Digges
Leonard Digges (1588-1635) fue un poeta, traductor e hispanista inglés.
Provenía de una prominente familia de Kent y fue hijo del astrónomo Thomas Digges (1545-1595) y nieto del matemático Leonard Digges (1515-1559), así como hermano pequeño del político Sir Dudley Digges (1583-1639).
Se graduó en la Universidad de Oxford con el título de Maestro en artes y vivió en Oxford hasta su muerte. Según su colega, James Mabbe, con el que posiblemente viajó a Madrid hacia 1613, era un diestro escritor en inglés y conocía perfectamente el francés y el español y tenía habilidades para la poesía y la oratoria.
Tradujo el Rapto de Proserpina de Claudiano (The Rape of Proserpine, 1617), y Gerardo, the Unfortunate Spaniard de Gonzalo de Céspedes y Meneses, un escritor de novela cortesana, en 1622. Aportó además un poema para los liminares de la edición del First Folio de William Shakespeare al año siguiente, en 1623. Parece haber habido alguna conexión entre el cisne de Avon y Digges, pues la madre de este último se esposó en segundas nupcias (en 1603, el mismo año que Digges se graduó en Oxford) con Thomas Russell of Alderminster, que fue albacea testamentario del Vate.